# Balatonszabadi
Balatonszabadi (ehemals Fok-Szabadi) ist eine ungarische Gemeinde im Kreis Siófok im Komitat Somogy. Zur Gemeinde gehört der Ortsteil Siómaros.

## Geografische Lage
Balatonszabadi liegt ungefähr sechs Kilometer südöstlich vom Zentrum der Kreisstadt Siófok, vier Kilometer vom südlichen Ufer des Balaton entfernt, am linken Ufer des Sió-Kanals. Auf der gegenüberliegen Seite des Sió-Kanals befindet sich die Nachbargemeinde Siójut.

## Geschichte
Laut archäologischen Funden wurde die Gegend bereits von Römern bewohnt, in der Nähe der Siedlung gab es eine Römerstraße. Die erste schriftliche Erwähnung des Ortes fand sich in einem Kaufvertrag des Abtes von Tihany aus dem Jahr 1299. In den folgenden Zeiten war der Name der Siedlung in Steuerunterlagen vermerkt, nach denen die Bewohner Steuern an die Propstei in Fehérvár gezahlt haben. Bis 1917 trug der Ort den Namen Fokszabadi (Fok-Szabadi).  Im Jahr 1913 gab es in der damaligen Kleingemeinde Fokszabadi 352 Häuser und 1780 Einwohner auf einer Fläche von 9791 Katastraljochen. Sie gehörte zu dieser Zeit zum Bezirk Enying im Komitat Veszprém. 1950 wurde die ehemals eigenständige Gemeinde Siómaros mit Balatonszabadi vereinigt.

## Gemeindepartnerschaft
- Debeljača (Дебељача), Serbien, seit 2005

## Sehenswürdigkeiten
- Batthyány-Statue (Batthyány-szobor), erschaffen von Gábor Varga
- István-Statue (István-szobor), erschaffen von Gábor Varga
- Kossuth-Statue (Kossuth Lajos mellszobra), erschaffen 1894 (weltweit die erste, die von ihm aufgestellt wurde)
- Millenniumsdenkmal, erschaffen 2001 von Imre Veszprémi
- Pusztaturm (Pusztatorony)
- Reformierte Kirche, erbaut 1794, zum Teil im Zopfstil
- Reformierte Kirche, erbaut 1800, im Ortsteil Siómaros
- Römisch-katholische Kirche Szent Anna, erbaut 1778 im spätbarocken Stil
- Römisch-katholische Kapelle Szűz Mária Istenanyasága, im Ortsteil Siómaros
- Trianon-Denkmal (Trianon emlékmű), erschaffen von Gábor Varga

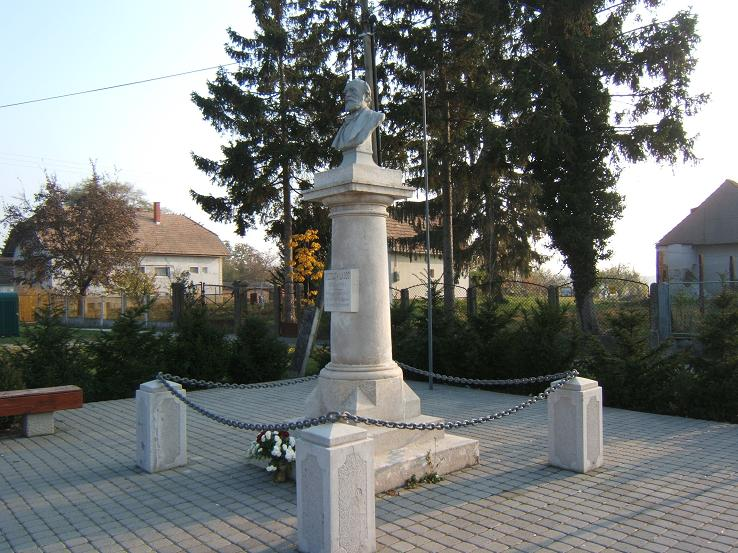
Kossuth-Statue
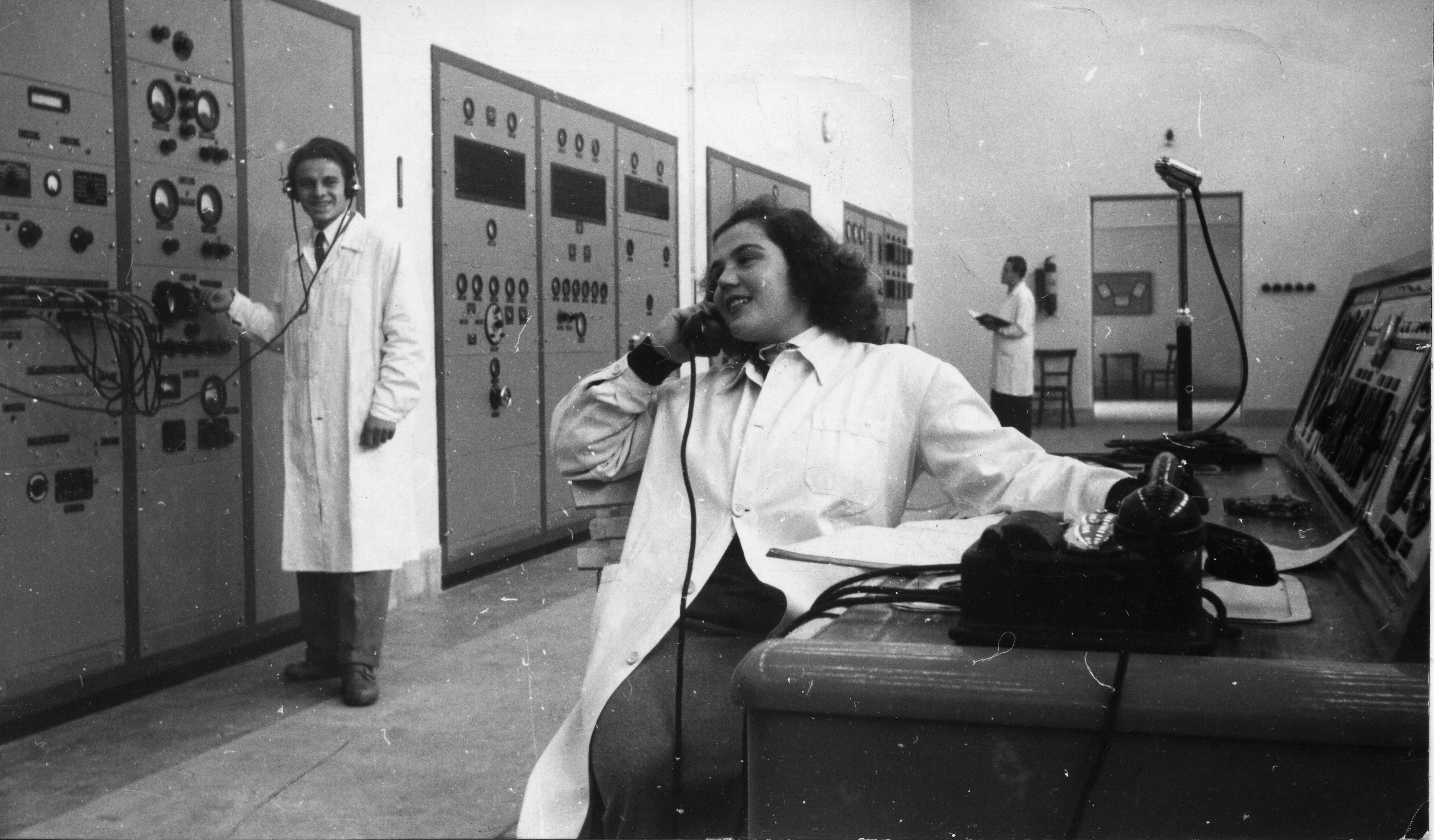
Mitarbeiter im Rundfunksendeturm Balatonszabadi-Sóstó (1955)
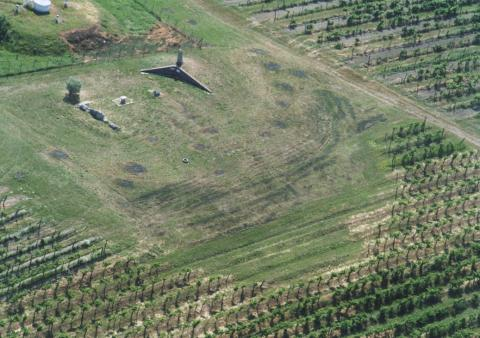
Pusztaturm

## Söhne und Töchter der Gemeinde
- János Szikszay (1803–1849), reformierter Geistlicher und Freiheitskämpfer
- Imre Veszprémi (1932–2013), Bildhauer

## Verkehr
In Balatonszabadi treffen die Landstraßen Nr. 6401 und Nr. 6403 aufeinander. Es bestehen Busverbindungen über Siójut nach Ádánd sowie nach Siófok. Die nächstgelegenen Bahnhöfe befinden sich in Siójut und Siófok.